# Kaaimaneilanden op de Olympische Zomerspelen 1984
De Kaaimaneilanden namen deel aan de Olympische Zomerspelen 1984 in Los Angeles, Verenigde Staten. Tot 1962 vielen de Kaaimaneilanden onder Jamaica en in 1960 konden sporters uit de Kaaimaneilanden meedoen onder de vlag van de West-Indische Federatie. 

## Deelnemers en resultaten

### Wielersport
| Olympiër                                           | Discipline         | Resultaat | Prestatie                                 |
| Baan                                               | Baan               | Baan      | Baan                                      |
| -------------------------------------------------- | ------------------ | --------- | ----------------------------------------- |
| Ernest Moodie                                      | sprint (m)         | 25e       | 1ste ronde serie 6: 3de herkansingen: 3de |
| Ernest Moodie                                      | tijdrit (m)        | 24e       | 1.16,91                                   |
| Ernest Moodie                                      | puntenkoers (m)    | DNF       | serie 2: niet gefinisht                   |
| Weg                                                |                    |           |                                           |
| David Dibben                                       | wegwedstrijd (m)   | DNF       | niet gefinisht                            |
| Alfred Ebanks                                      | wegwedstrijd (m)   | DNF       | niet gefinisht                            |
| Craig Merren                                       | wegwedstrijd (m)   | DNF       | niet gefinisht                            |
| Aldyn Wint                                         | wegwedstrijd (m)   | DNF       | niet gefinisht                            |
| David Dibben Alfred Ebanks Craig Merren Aldyn Wint | ploegentijdrit (m) | 22e       | 2:22.49                                   |
|                                                    |                    |           |                                           |
| Merilyn Phillips                                   | wegwedstrijd (v)   | DNF       | niet gefinisht                            |

### Zeilen
| Olympiër                  | Discipline | Resultaat | Prestatie                           |
| ------------------------- | ---------- | --------- | ----------------------------------- |
| John Bodden Carson Ebanks | 470        | 28e       | 188 punten: (25-28-25-27-21-26-DNF) |

Algerije · Amerikaanse Maagdeneilanden · Andorra · Antigua en Barbuda · Argentinië · Australië · Bahama’s · Bahrein · Bangladesh · Barbados · België · Belize · Benin · Bermuda · Bhutan · Birma · Bolivia · Bondsrepubliek Duitsland · Botswana · Brazilië · Britse Maagdeneilanden · Canada · Centraal-Afrikaanse Republiek · Chili · China · Chinees Taipei · Colombia · Congo-Brazzaville · Costa Rica · Cyprus · Denemarken · Djibouti · Dominicaanse Republiek · Ecuador · Egypte · El Salvador · Equatoriaal-Guinea · Fiji · Filipijnen · Finland · Frankrijk · Gabon · Gambia · Ghana · Grenada · Griekenland · Groot-Brittannië · Guatemala · Guinee · Guyana · Haïti · Honduras · Hongkong · Ierland · IJsland · India · Indonesië · Irak · Israël · Italië · Ivoorkust · Jamaica · Japan · Joegoslavië · Jordanië · Kaaimaneilanden · Kameroen · Kenia · Koeweit · Lesotho · Libanon · Liberia · Liechtenstein · Luxemburg · Madagaskar · Malawi · Maleisië · Mali · Malta · Marokko · Mauritanië · Mauritius · Mexico · Monaco · Mozambique · Nederland · Nederlandse Antillen · Nepal · Nicaragua · Nieuw-Zeeland · Niger · Nigeria · Noord-Jemen · Noorwegen · Oeganda · Oman · Oostenrijk · Pakistan · Panama · Papoea-Nieuw-Guinea · Paraguay · Peru · Portugal · Puerto Rico · Qatar · Roemenië · Rwanda · Salomonseilanden · Samoa · San Marino · Saoedi-Arabië · Senegal · Seychellen · Sierra Leone · Singapore · Soedan · Somalië · Spanje · Sri Lanka · Suriname · Swaziland · Syrië · Tanzania · Thailand · Togo · Tonga · Trinidad en Tobago · Tsjaad · Tunesië · Turkije · Uruguay · Venezuela · Verenigde Arabische Emiraten · Verenigde Staten · Zaïre · Zambia · Zimbabwe · Zuid-Korea · Zweden · Zwitserland